# Nguyễn Đình Trụ
Nguyễn Đình Trụ (1626 hoặc 1627-1703) là một viên quan và nhà Nho thời Lê trung hưng, từng đỗ tiến sĩ vào thời vua Lê Thần Tông.

## Thân thế
Nguyễn Đình Trụ hiệu là Chỉ Đường, người làng Nguyệt Áng, huyện Thanh Trì (nay thuộc xã Đại Áng, Thanh Trì, Hà Nội), thuộc dòng họ Nguyễn Đình. Theo một nguồn thì ông sinh năm 1626, mất năm 1703, cũng có nguồn cho là ông sinh năm 1627.

## Sự nghiệp
Ông đậu tiến sĩ Hội nguyên khoa Bính Thân niên hiệu Thịnh Đức (năm 1656) dưới thời vua Lê Thần Tông, ông đỗ đồng tiến sĩ cùng với năm người là Vũ Đăng Long, Lê Vinh, Vũ Trác Lạc, Hoàng Đức Đôn và Vũ Công Lương. Khi vào thì ứng chế đỗ đầu, sau làm quan đến Lại khoa cấp sự trung. Sau này bị giáng làm hiệu thảo việc Hàn lâm vào tháng 7 năm Giáp Tuất (1694) do bộ Lại lúc đó bị triều đình cho là tuyển người bừa bãi, khiến chức vụ của ông bị xem xét lại.
Ông được phong tước nam năm 70 tuổi rồi về hưu. Do rảnh rỗi nên ông dạy học, có đến hàng ngàn người theo học và đỗ đại khoa có hơn 70 người.
Nguyễn Đình Trụ mất năm 77 tuổi, vào năm 1703.

## Gia đình
Theo một số nguồn thì ông có anh ruột là Nguyễn Quốc Trinh (1625-1674), đỗ trạng nguyên khoa Kỷ Hợi (1659). Các con ông như Nguyễn Đình Bách (là con trưởng, sinh năm 1659) và Nguyễn Đình Úc (em Nguyễn Đình Bách) đều đỗ đạt, Nguyễn Đình Bách đỗ năm 1683, Nguyễn Đình Úc đỗ thám hoa.

## Nhận định
Ông được Phan Huy Chú đánh giá là "bậc khuôn mẫu trong làng nho". Theo Lịch triều hiến chương loại chí, ông thường được gọi là "bậc tôn sư".